# Brache (affluent de l'Avre)
Pour les articles homonymes, voir Brache et Braches (homonymie).
La Brache ou la Braches est une rivière du nord de la France, au sud du département de la Somme, dans la région Hauts-de-France, un affluent gauche de l'Avre, donc un sous-affluent du fleuve la Somme. Elle jouxte l'Avre à l'ouest et à gauche de la même vallée de l'Avre.

## Géographie
La Brache prend sa source sur le territoire de la commune de Bouillancourt-la-Bataille, près du lieu-dit la Garenne, à l'altitude 46 mètres dans le département de la Somme. Au terme d'un parcours de 5,6 kilomètres dans le département de la Somme, orienté nord, elle se jette dans l'Avre à Braches, près du lieu-dit le Petit Marais, à l'altitude 42 mètres, en face de la commune de La Neuville-Sire-Bernard.

### Communes et cantons traversés
Dans le seul département de la Somme, la Brache traverse les quatre communes suivantes, dans deux cantons, de l'amont vers l'aval, de Bouillancourt-la-Bataille (source), Hargicourt, Pierrepont-sur-Avre, Braches (embouchure).
Soit en termes de cantons, la Brache prend source dans l'ancien canton de Montdidier, aujourd'hui le canton de Roye et conflue dans le canton de Moreuil, le tout dans l'arrondissement de Montdidier.

## Toponyme
La Braches a donné son hydronyme à la commune de Braches.

## Bassin versant
La Braches traverse une seule zone hydrographique « l'Avre et le canal de la Somme de l'écluse numéro 16 Lamotte à l'écluse numéro 1 » (E640) pour une superficie totale de 3 765 km2. La Brache emprunte la même vallée que Les Trois Doms et l'Avre, en étant en gros 200 mètres à l'ouest de ces deux cours d'eau. On la distingue donc pas facilement sur la carte.
Elle n'a donc aucune vallée affluente en rive droite, alors Géoportail signale plusieurs vallées sèches en rive gauche, la vallée de Bouillancourt, la vallée d'Hargicourt puis dite la Grande Vallée, la Vallée Femme Hones, la vallée Grimpot, la Vallée Cazin et la vallée de Sauvillers.

### Organisme gestionnaire
L'organisme gestionnaire est le Syndicat mixte AMEVA, reconnu EPTB Somme.

## Affluent
La Brache n'a pas d'affluent contributeur

### Rang de Strahler
Donc son rang de Strahler est de un.

## Hydrologie
Son régime hydrologique est dit pluvial océanique.